# Palais des Arts et des Congrès (Vannes)
Pour les articles homonymes, voir Palais des Arts et des Congrès.
Le Palais des Arts et des Congrès, souvent désigné comme le Palais des Arts, est un complexe de la ville de Vannes (Morbihan) associant une grande salle de spectacles et une structure d'accueil de congrès. Il est situé à 300 m au nord-ouest du centre historique de la ville, sur la place de Bretagne.

## Histoire
Conçu par l'architecte Henri Auffret, le Palais des Arts et des Congrès de Vannes a été inauguré le 9 juin 1971 en présence de Denise Grey et Danielle Darrieux. Cette structure d'aspect moderne faisait partie d'un nouveau quartier comprenant aussi la Cité administrative (1967), l'hôtel de police (1968), la sécurité sociale et les allocations familiales (1974) et la trésorerie générale (1975).

### Nouvelle salle de spectacle
La salle de spectacle du Palais des Arts a bénéficié d'une rénovation complète en 2007, qui l'a dotée d'une acoustique très améliorée.

## Présentation

### Salle de spectacles
Le Palais des Arts et des Congrès comprend une salle de spectacle de 850 places, avec une scène de 19,40 m d'ouverture et de 15 m de profondeur : la salle Lesage. Cet amphithéâtre accueille des représentations artistiques variées, principalement axées sur le théâtre et la danse, mais aussi la musique, la chanson française, le cirque et l'humour. Ces événements sont gérés par Scènes du Golfe.

### Espace de congrès
Les congrès et les manifestations associatives sont accueillis dans un ensemble de salles de plus petites dimensions, dont la principale est la salle Ropartz, un amphithéâtre de 314 places.

### Médiathèque
Le Palais des Arts héberge aussi la médiathèque municipale centrale.